# جزيرة أوباك الشرقية الكبرى
جزيرة أوباك الشرقية الكبرى وهي جزيرة من جزر إندونيسيا، تتبع بولاو سيريبو، في إقليم جاكارتا.